# Roberto I de Dreux
Roberto I de Dreux (Roberto Capeto), llamado el Grande (1123-11 de octubre de 1188), fue el quinto vástago nacido de la unión de Luis VI de Francia y Adela de Saboya. En 1137 su padre le crea conde de Dreux, título que ostentará hasta el año 1184.
En 1139, con 16 años, Roberto de Francia contrajo matrimonio con Inés de Garlande (1122–1143), hija de Ansel de Garlande, conde de Rochefort. De dicha unión solo nació un hijo:
- Simón de Dreux (1141 – desp. 1182), Señor de La Noue

Tras quedar viudo, en 1145 vuelve a casarse, esta vez la desposada sería la hija del conde Gualterio de Salisbury, Hawise (1118–1152), la que le daría una hija:
- Adela de Dreux (1145 – desp. 1210), casada en cuatro oportunidades

Al quedar viudo por segunda vez se casó con Inés de Baudemont, condesa de Braine (1130 –  1202): 
- Roberto de Dreux (1154–1218), conde de Dreux y Braine
- Enrique de Dreux (1155–1199), Obispo de Orleans
- Alicia de Dreux (1156–1217), señora de Coucy-le-Château-Auffrique con Raúl I
- Felipe de Dreux (1158–1217), Conde-Obispo de Beauvais (1175-1217)
- Isabel de Dreux (1160–1239), señora de Broyes con Hugo III
- Pedro de Dreux (1161–1186), señor de Bouconville-Vauclair
- Guillermo de Dreux (1163–1189), Señor de Braye, Torcy, y Chilly
- Juan de Dreux (1164–1189)
- Mamilia de Dreux (1166–1200), religiosa
- Margarita de Dreux (1167–?), religiosa

Durante la Segunda Cruzada (1147) acompañó a su hermano Luis VII y participó junto a él en el fallido Sitio a Damasco. Poco tiempo antes de finalizar la expedición Roberto de Dreux retornó a Francia donde conspiró contra su hermano para apoderarse de la corona, planes que fueron truncados por el abad Suger de Saint-Denis, regente del reino.
Murió en 1188 siendo inhumado en la abacial de Saint-Yved de Braine, fue sucedido por el primogénito de su tercer matrimonio, y mayor varón vivo. 
Creó la ciudad de Brie-Comte-Robert, que adoptó este nombre en su honor.